# Alborache (kommun)
Alborache är en kommun i Spanien.   Den ligger i provinsen Província de València och regionen Valencia, i den östra delen av landet, 280 km öster om huvudstaden Madrid. Antalet invånare är 1 268. Arean är 27,3 kvadratkilometer. Alborache gränsar till Buñol, Dos Aguas, Godelleta, Turís, Yátova och Macastre. 
Terrängen i Alborache är platt åt sydost, men åt nordväst är den kuperad.